# Bützow
Bützow è una città di 8 181 abitanti del Meclemburgo-Pomerania Anteriore, in Germania.
Appartiene al circondario (Kreis) di Rostock ed è parte della comunità amministrativa (Amt) di Bützow Land.

## Geografia
Bützow è attraversata dal fiume Warnow e sorge a 45 km a sud di Rostock, nel Meclemburgo centrale.

## Storia
Il 1º gennaio 1999 venne aggregato alla città di Bützow il comune di Parkow.